# Parque nacional de Lopé
El Parque Nacional de Lopé es un parque nacional ubicado en la región central de Gabón. Si bien el terreno es mayormente selvático, el norte del parte contiene los últimos remanentes de sabanas de pasto, creada en África Central durante la última Glaciación hace 15.000 años. Fue la primera área protegida en Gabón cuando fue creada como la Reserva de vida salvaje de Lopé-Okanda en 1946. En 2007, el paisaje de Lopé-Okanda fue designado Patrimonio de la Humanidad por la Unesco.
El parque contiene una pequeña estación de investigación denominada Mikongo y administrada por la Sociedad Zoológica de Londres, basada en el pueblo de Mikongo, de donde obtuvo su nombre. Allí existe infraestructura para acoger turistas en la base, incluyendo varios chalés y un gran comedor al aire libre, separado de la selva por solo cinco metros de distancia.

## Ecología

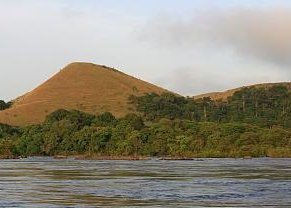
Río Ogüé en el Parque nacional de Lopé

El parque nacional de Lopé es seco comparado con el resto de Gabón, ya que está localizado en la sombra orográfica del macizo de Chaillu. Por otro lado, hay una zona de bajas precipitaciones a lo largo del río Ogüé. Como resultado, el paisaje contiene un amplio mosaico de denso bosque lluvioso tropical y sabanas. La frontera (ecotono) entre las dos zonas se ha movido desde la última edad del hielo, con el bosque expandiéndose hacia la sabana, aunque el clima seco que permite la existencia de la sabana persiste en el norte del parque.
A causa de este complejo medioambiente, el parque nacional contiene una tasa de biodiversidad inusualmente alta. Se han registrado unas 1550 especies de plantas, con muchas zonas todavía por explorar. En un estudio de caracoles en el parque, se han encontrado 74 especies de 12 familias diferentes. El parque también es un hábitat crítico para los leopardos, y protege especies preciadas como el potamoquero rojo, el búfalo rojo y la rata espinosa africana. Otros mamíferos en peligro son el pangolín gigante, el pangolín arborícola y algunos nichos para la especie de micromurciélagos Microchiroptera.

#### Efectos del cambio climático
Un estudio realizado entre 2008 y 2018 reveló que los elefantes de bosque, que son esenciales en la conservación del bosque de Lopé, habían visto deteriorado su estado físico probablemente por la escasez de frutos, que habían disminuido un 81 por ciento entre 1987 y 2018. El promedio de la temperatura nocturna había subido 0.85 oC y las lluvias habían disminuido unos 250 mm. Para que los árboles fructifiquen bien la temperatura nocturna debe descender de 19 oC. Entre los árboles que hay en el parque y forman parte de la dieta de elefantes, gorilas y chimpancés, figuran Pentadesma grandifolia, Dacroydes buettneri, Citrus limonum, Cassia mannii, Omphalocarpum procerum, Antidesma vogelianum, etc.